# Monoplex keenae
Monoplex keenae é uma espécie de molusco gastrópode marinho pertencente à família Cymatiidae. Foi classificada por A. G. Beu em 1970, no texto "The Mollusca of the subgenus Monoplex (family Cymatiidae)"; publicado nos Transactions of the Royal Society of New Zealand, Biological Sciences 11 (17), páginas 225-237; descrita como Septa (Monoplex) parthenopea keenae e colocada no gênero Septa como uma subespécie da espécie Monoplex parthenopeus. Ocorre no Pacífico Oriental, entre a Baixa Califórnia, no México, norte do Peru e Galápagos, na costa oeste da América do Sul. Desde junho de 2003 fora registrada sua presença em Antofagasta, Chile. Evidências anteriores sugerem fortemente que a intrusão desse caramujo tropical em águas chilenas pode estar relacionada a episódios quentes do El Niño.

## Descrição da concha
Conchas de 5.5 a 15 centímetros de comprimento, quando desenvolvidas, com coloração de castanha a branca, fortemente esculpidas por um relevo de cordões espirais nítidos; geralmente dotadas de mais de uma variz e com o lábio externo engrossado, sulcado de manchas castanhas e com columela também listrada de castanho e branco. Espiral mais ou menos alta. Apresentam um opérculo córneo, castanho e bem desenvolvido, com anéis concêntricos e núcleo periférico.

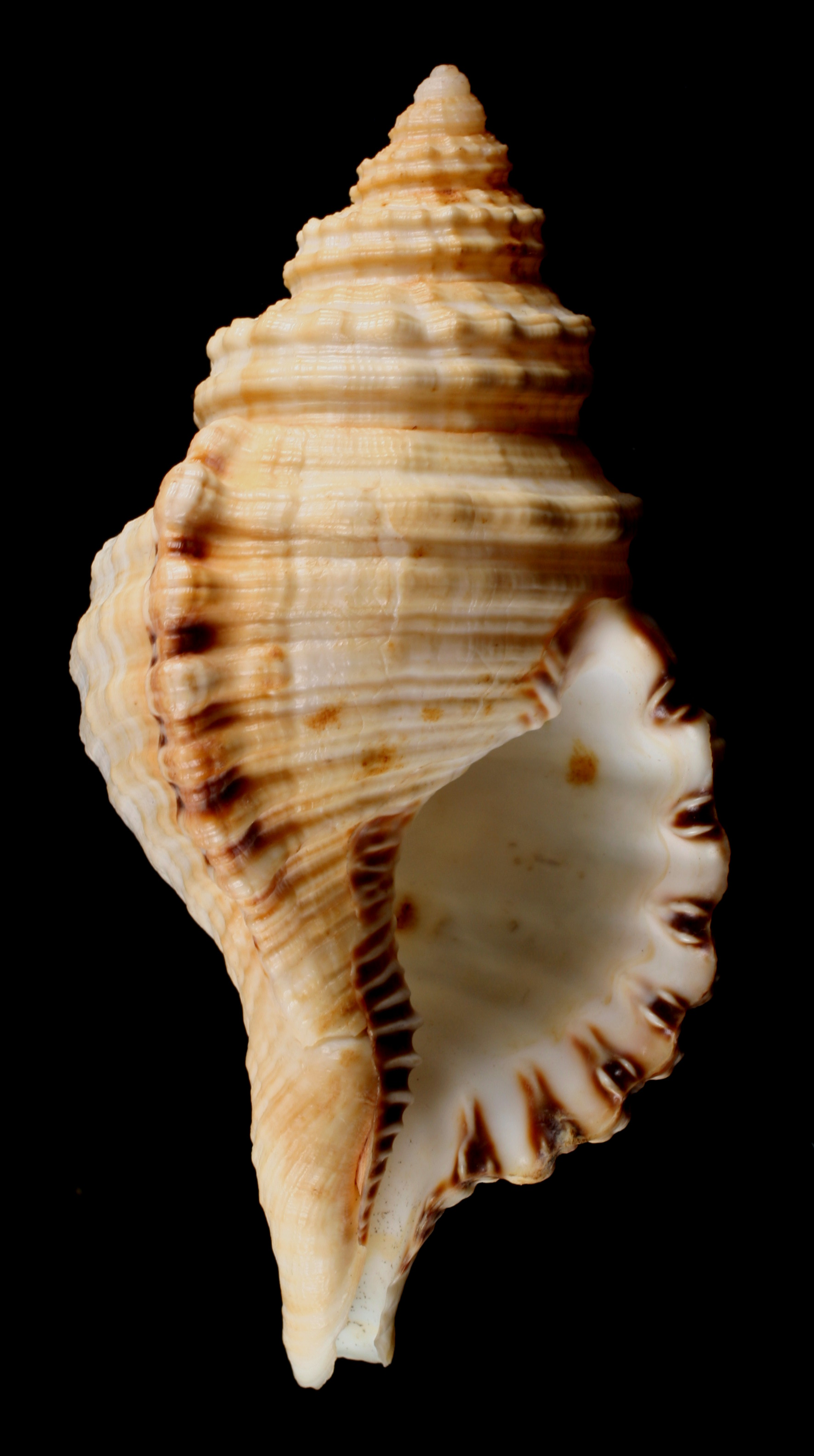
Uma concha de M. parthenopeus; similar a M. keenae, que outrora fora classificada como sua subespécie: Cymatium (Monoplex) parthenopeum keenae, ou Septa (Monoplex) parthenopea keenae - sua denominação original.

## Habitat
Em Antofagasta, Monoplex keenae ocorre em profundidades que variam de 5 a 15 metros.